# Maxborn

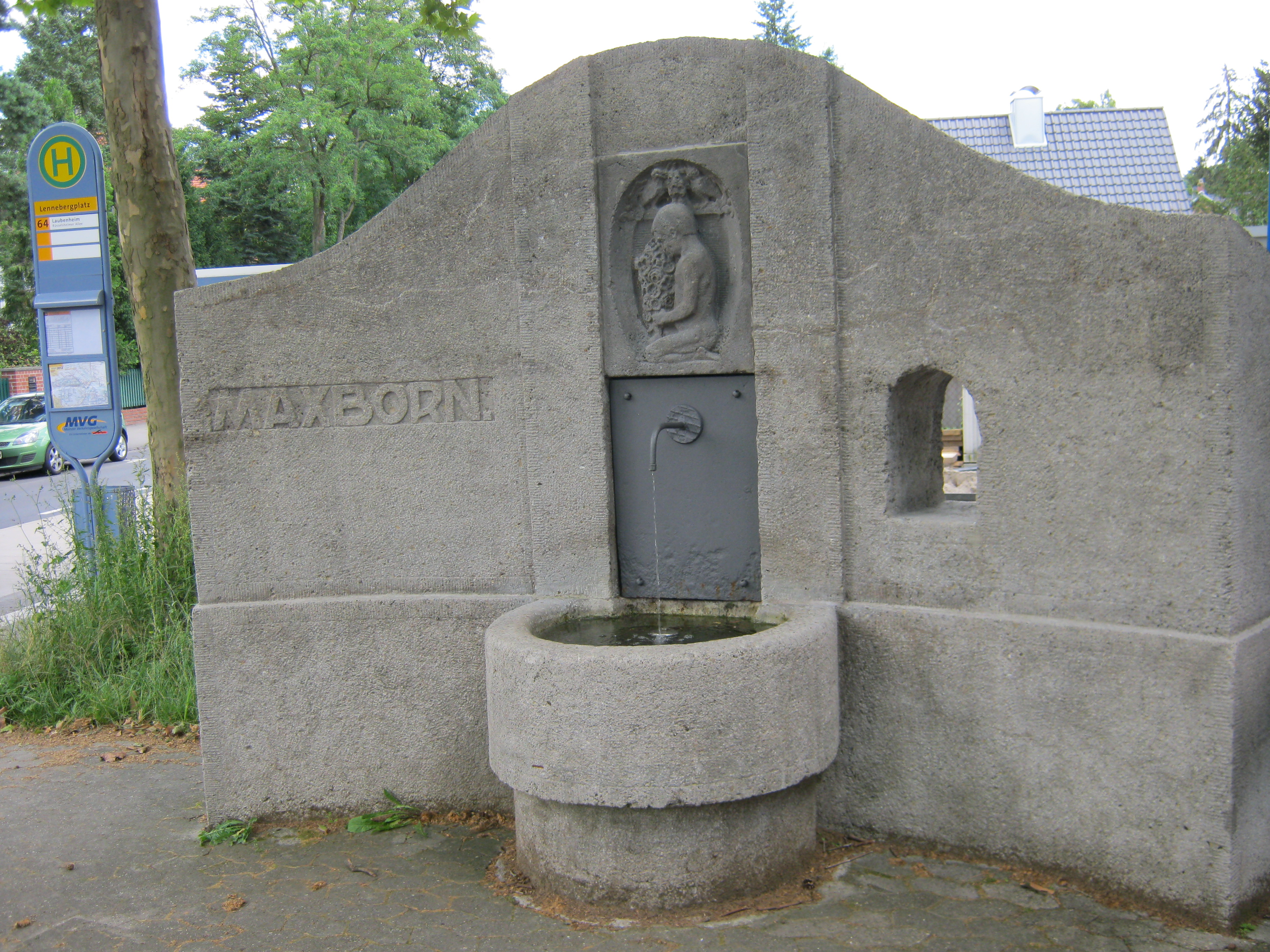
Der Maxborn in Mainz-Gonsenheim

Der Maxborn ist ein Laufbrunnen im Mainzer Stadtteil Gonsenheim in Rheinland-Pfalz. Der schlichte Jugendstil-Brunnen wurde 1911 im Auftrag des jüdischen Weinhändlers August Saarbach (1854–1912) im Gedenken an seinen jung gestorbenen Sohn Max errichtet.

## Geschichte
Max Friedrich Saarbach (1895–1910), der zweitälteste Sohn von August und Johanna Saarbach (geb. Gutmann, 1863–1940) war am 2. März 1910 im Alter von nur 15 Jahren gestorben – vermutlich an einer Hirnhautentzündung. Im folgenden Jahr ließen die Saarbachs, die in der Heidesheimer Straße in Gonsenheim eine Villa bewohnten, auf ihrem eigenen Grundstück an der Ecke Heidesheimer Straße / Lennebergstraße zum Gedenken an ihren Sohn eine Trauerweide pflanzen und den Maxborn errichten. Obwohl die Fläche und der Brunnen privates Eigentum der Familie Saarbach waren, war der Trinkwasserbrunnen für jeden frei zugänglich.
Nach dem Zweiten Weltkrieg ging der Brunnen in das Eigentum der Stadt Mainz über. Spätestens Anfang der 1980er Jahre war der Brunnen nicht mehr in Betrieb, wurde aber 1983 wieder instand gesetzt. 2011 wurde der Maxborn grundlegend saniert, nachdem der Mainzer Kabarettist Herbert Bonewitz für diesen Zweck mehr als 6.000 Euro gespendet hatte.
Der Brunnen steht unter Denkmalschutz.

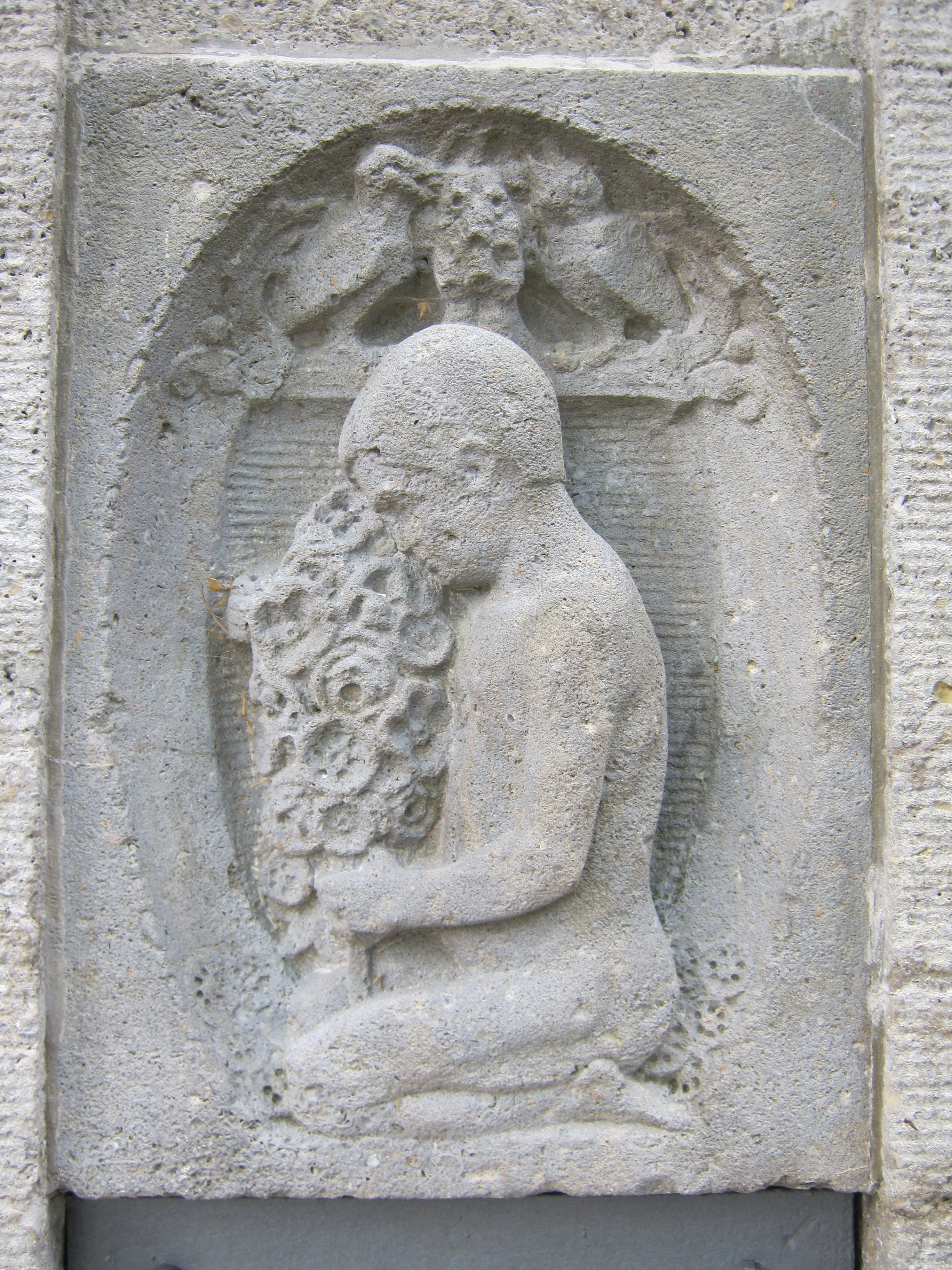
Reliefbild am Maxborn

## Aussehen
Der im Jugendstil gestaltete, schlichte Brunnen besteht vor allem aus einer leicht gewölbten Wand aus Muschelkalk. Die Mitte der Brunnenwand ist im Gegensatz zu den Seiten leicht erhöht. In der Mitte der Wand befindet sich das Reliefbild eines knienden Knaben in Seitenansicht, der einen Blumenstrauß in den Händen hält. Über dem Kopf des Knaben sind zwei Vögel zu erkennen – vermutlich handelt es sich um eine Taube und um eine Eule.
Unter dem Bildnis fließt Wasser aus einer gebogenen Röhre in ein kleines Brunnenbecken am Fuß der Brunnenwand. Auf der linken Seite der Wand ist in Großbuchstaben die Inschrift MAXBORN. eingelassen. Auf der rechten Seite befindet sich eine kleine Wandnische mit einem Rundbogen, die möglicherweise einem Grablicht diente.

## Symbolik
Der Maxborn ist nicht nur ein Denkmal für einen früh gestorbenen Jungen, sondern thematisiert generell die Vergänglichkeit des Lebens. Der kniende Knabe und der Blumenstrauß im Reliefbild stehen einerseits für die Jugend und die Blüte des Lebens, verweisen aber andererseits auch auf deren Endlichkeit. Auch das verrinnende Wasser ist ein Symbol für die Vergänglichkeit alles Lebendigen.
Die beiden Vögel über dem Kopf des Knaben könnten dagegen eine tröstende Aufforderung an die Hinterbliebenen symbolisieren. Taube und Eule gelten nämlich als Symbole für Versöhnung und Weisheit. Die Menschen werden aufgefordert, durch Versöhnung mit Gott und durch Weisheit das unabwendbare Schicksal des Todes zu ertragen.

## Die Stifterfamilie
Die jüdische Familie Saarbach war durch Weinhandel zu Wohlstand gekommen. Bereits Eduard Saarbach, der Vater von August Saarbach, hatte 1840 eine Weinhandlung gegründet, die auf Spitzenweine des Rhein- und Moselgebiets spezialisiert war. August Saarbach baute das Geschäft zu einem international tätigen Unternehmen aus – zu seinen Kunden gehörten neben dem europäischen Hochadel auch amerikanische Millionäre und indische Maharadschas. Noch heute gibt es einen Getränkevertrieb mit dem Namen Eduard Saarbach & Co. GmbH mit Sitz in Traben-Trarbach.
August und Johanna Saarbach hatten sechs Kinder, die alle in Mainz geboren wurden: Hedwig (1885–1957), Wilhelm (1887–1970), Anna (1888–1976), Elizabeth (1891–1944), Max Friedrich (1895–1910, zu dessen Gedenken der Maxborn errichtet wurde) und Ernst Alphons (1897–1989). Nachdem Johanna Saarbach bereits 1912 verwitwet war, lebte sie bis zu ihrem Tod in Mainz, wo sie 1941 in einem jüdischen Altenheim starb. Von den fünf noch lebenden Kindern der Saarbachs überlebten vier die Zeit des Nationalsozialismus und den Zweiten Weltkrieg – zum Teil waren sie schon in den 1930er Jahren aus Deutschland emigriert.